# Trudlermillen
Trudlermillen – mała miejscowość (lieu-dit) w południowym Luksemburgu, w kantonie Luksemburg, w gminie Weiler-la-Tour. Do 3 października 2015 miejscowość leżała w dystrykcie Luksemburg.  